# Batalla de Alcoraz
La batalla de Alcoraz es un encuentro armado que tuvo lugar en el 15 de noviembre de 1096, en las cercanías de Huesca, entre tropas aragonesas y pamplonesas, por un lado, frente a tropas musulmanas de Zaragoza apoyadas por tropas castellanas.  

## Contexto histórico
Tras la muerte de Sancho III el Mayor, rey de Pamplona, y el nacimiento del joven reino de Aragón con Ramiro I (1035-1063) conformado por el antiguo condado de Aragón (colindante con los condados también pirenaicos de Sobrarbe y Ribagorza), tanto este monarca (que jamás firmó un documento con tal título) como su hijo Sancho Ramírez tratan de consolidar el nuevo reino en torno a Jaca y convertirlo en una potencia regional a costa de los territorios de la Marca Superior del Al-Ándalus con sede en Zaragoza. Este proceso de expansión se había iniciado con la ocupación de varias fortalezas bañadas por los ríos Gállego y Cinca. Tras pequeños avances iniciales, «en 1093, Sancho y Pedro disponían de fortificaciones que socavaban la resistencia de Tudela, Zaragoza, Huesca y Tortosa, al igual que castillos esenciales para la posesión de las tierras de Castellón» (Arguedas, El Castellar, Montearagón, Salou, Culla, Oropesa, Montroig, Miravet y Castellón).
Huesca era una ciudad de importancia estratégica cuyo control otorgaba consistencia a los avances territoriales previos haciéndolos prácticamente irreversibles. Por ello Sancho Ramírez ya trató de tomarla en el año 1094, muriendo durante el asedio mientras inspeccionaba las murallas.

## Batalla
El ejército aragonés, dirigido por el rey Pedro I de Aragón y Pamplona, asediaba la ciudad oscense desde el campamento establecido en el Castillo de Montearagón y el Pueyo de Sancho, una fortaleza levantada circunstancialmente sobre el cerro de San Jorge, a 3 km al oeste de Huesca, sobre la vía de comunicación con Zaragoza delante de la cual Pedro I colocó sus escuadrones.
El combate quedó trabado cuando llegaron los ejércitos musulmanes de Al-Musta'in II desde Zaragoza, que contaban con la ayuda de los ejércitos castellanos al mando del conde García Ordóñez y Gonzalo Núñez de Lara. Según la tradición, apareció San Jorge en el campo de batalla a favor de los aragoneses, que ganaron finalmente la batalla. La ayuda castellana al rey musulmán fue infructuosa. 

## Consecuencias
Tras esta victoria, finalmente la ciudad de Huesca fue conquistada el 26 de noviembre de ese año, siendo la primera ciudad musulmana incorporada al Reino de Aragón. Esta conquista se extendió a «gran parte de la tierra llana altoaragonesa».
Aunque las fuentes documentales emanadas por Pedro I en los meses siguientes habla de treinta o cuarenta mil muertos musulmanes, sin duda una exageración cargada de propaganda, no impide considerar, con todo, que las pérdidas sufridas por la taifa zaragozana fue lo suficientemente contundente para que, en los años siguientes, tanto el propio Pedro I como luego su hermano, Alfonso I, se movieran con bastante libertad por todo el norte del valle del Ebro.
Este afianzamiento territorial del joven reino de Aragón servirá de preludio, una generación después, a la toma de ciudades como Zaragoza, Tudela, Tarazona, Calatayud o Daroca.

### Simbología popular y tradición iconográfica
En la tradición aragonesa esta batalla ha quedado reflejada en uno de los cuatro cuarteles que adornan su escudo oficial: la Cruz de Alcoraz. Sobre todo cuando a partir del siglo XIII, se populariza la protección del mítico San Jorge sobre el Reino de Aragón como en la leyenda de la batalla de Alcoraz, dando lugar a nuevas tradiciones sobre apariciones en combates. San Jorge, con base en su presencia durante este combate, se convierte en el santo patrón de Aragón. 
El retablo mayor de la Iglesia de la Merced (Teruel) es una clara evidencia del arraigo de esta tradición iconográfica.
En la actualidad el estadio de fútbol de la S.D. Huesca lleva el nombre de "El Alcoraz" en recuerdo de este episodio histórico.

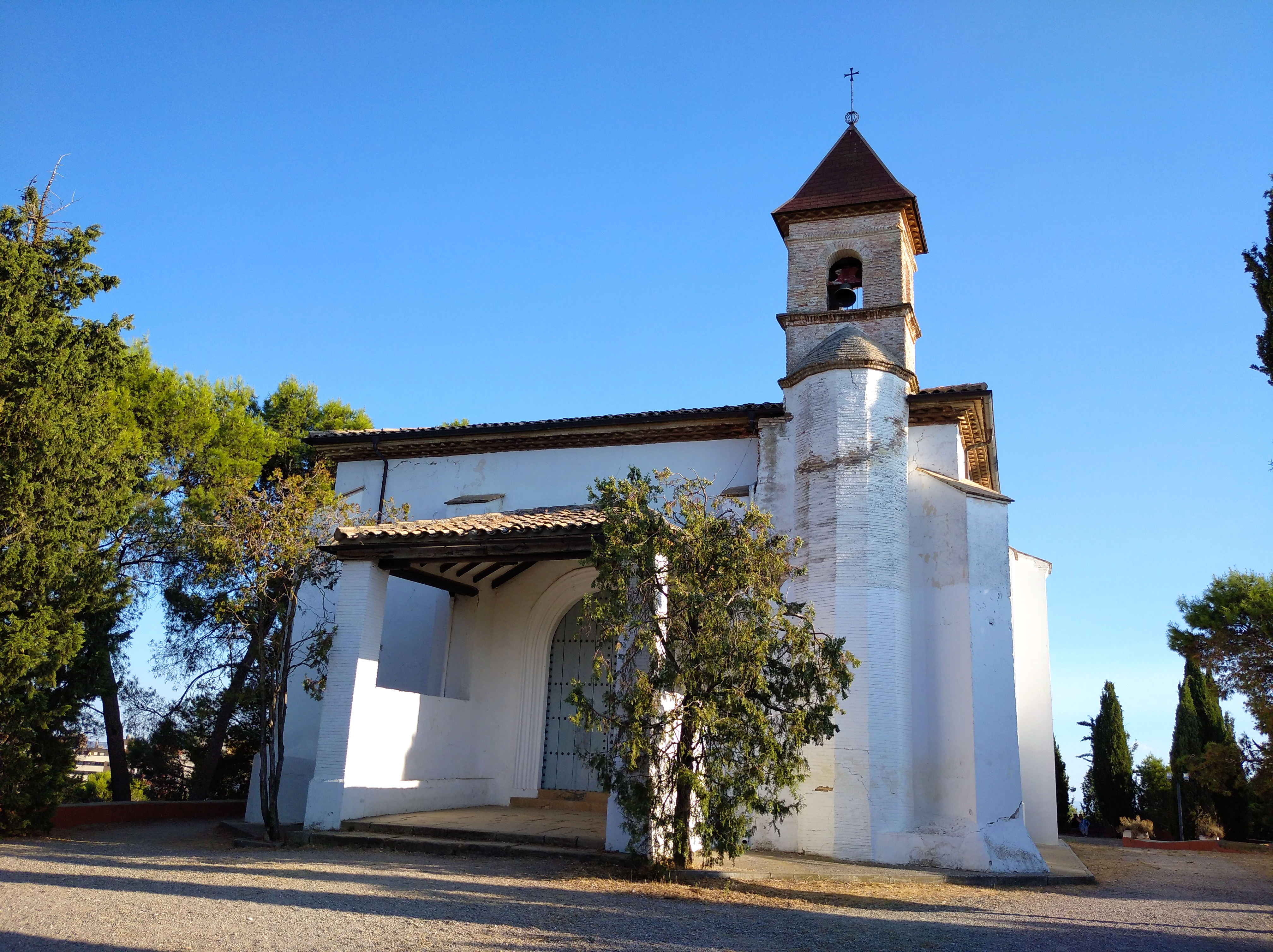
Ermita de San Jorge (Huesca) levantada sobre el lugar de la batalla para conmemorar la victoria.